# Bertesinella
Bertesinella è un quartiere del comune di Vicenza appartenente alla terza circoscrizione e situato nella periferia Est del comune.
Esso si sviluppa principalmente lungo strada Ca' Balbi, confinando con la frazione di Bertesina a Nord, il quartiere della Stanga a Ovest, la frazione Setteca' e il comune di Torri di Quartesolo a Sud e il comune di Quinto Vicentino a Est.

## Toponimo
Il nome di Bertesinella deriva dal fatto che, fino agli anni cinquanta del secolo scorso, l'insediamento era considerato un semplice prolungamento di Bertesina. Quest'ultimo nome - braio o braido della Tesina - ha un'origine medievale non certa: potrebbe derivare da un termine longobardo, forse dal latino praedium= terreno, forse dal termine germanico breit = largo; in ogni caso il toponimo sembra riferirsi ad un appezzamento di terreno, depresso rispetto alle terre circostanti, situato lungo un corso d'acqua, per l'appunto il Tesina.
Bertesina/Bertesinella deriva da Braidum Tesenae [il toponimo è longobardo, forse derivante dal latino praedium= terreno], cioè un terreno posto vicino al fiume Tesina. Nel dialetto vicentino c’è ancora la parola “prediale”= tassa che si paga per il possesso di un terreno rustico. Altro nome di località con simile significato è Bressanvido [= Braidum Sancti Viti] un paese che a sua volta rivela un influsso benedettino per la dedicazione della chiesa a san Vito, un santo tipico della devozione benedettina.
Altra etimologia: braidum dal tedesco “breit” (largo), quindi uno spazio compreso tra i fiumi Tribolo e Tesina. Tutti questi nomi sono molto antichi (cf. elenco dei comuni del 1262 conservato nella Biblioteca Bertoliana di Vicenza: Braytesina, Braytesenella, Quartexolum, Lerinum. Grumolum, Camixanum, ecc.).

## Storia

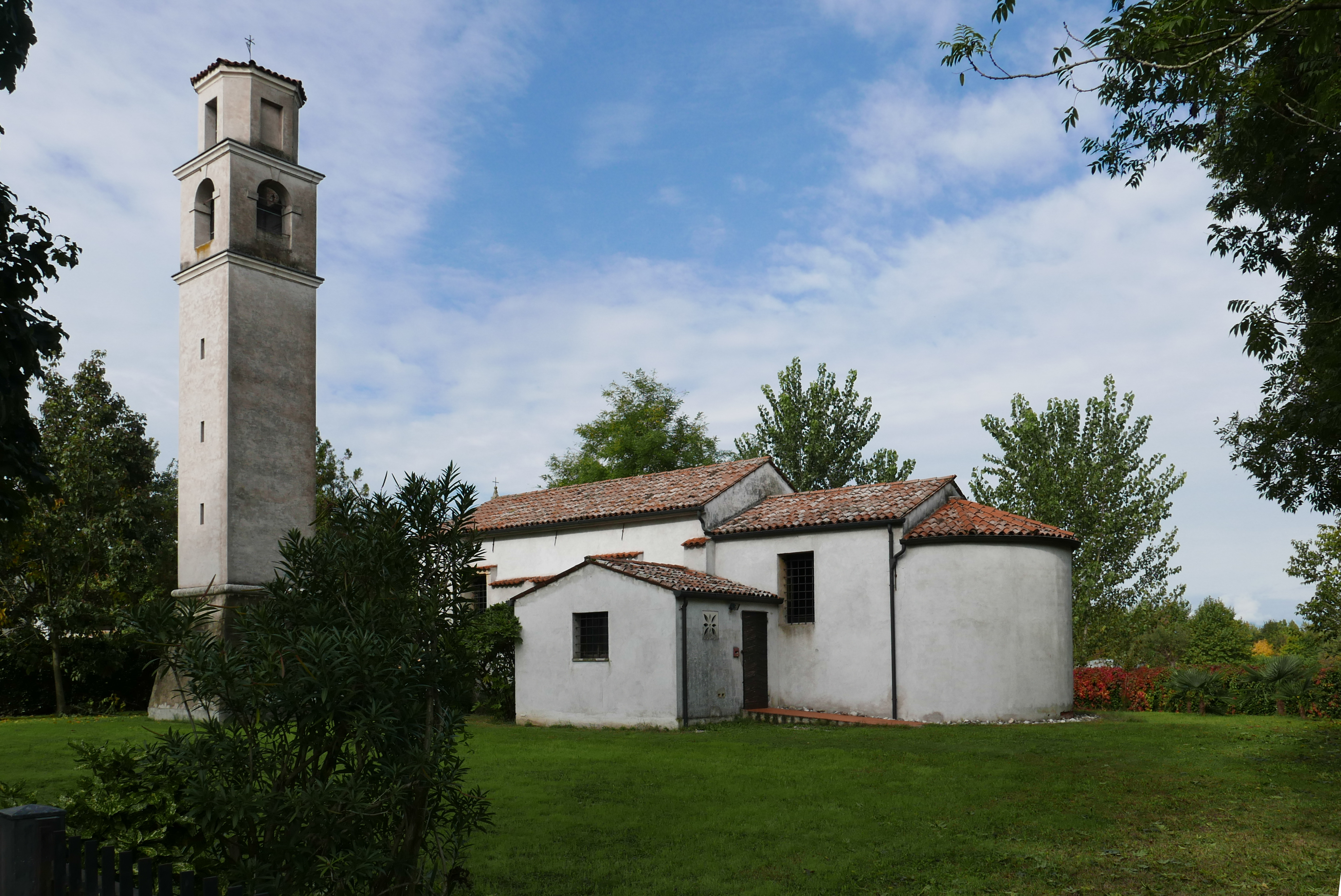
Antica chiesetta di San Benedetto

Il nucleo più antico si trovava nell'area cui oggi si accede da stradella San Benedetto, dove esisteva un insediamento con la chiesetta dedicata a questo santo, dipendente dall'abbazia dei santi Felice e Fortunato che durante il Medioevo era proprietaria di buona parte dei terreni della zona, dove aveva bonificato e aveva sviluppato le coltivazioni agricole, e delle cui rendite aveva investito nel 1134 l'ospedale di Lisiera. 
La località è nominata per la prima volta in un documento del 1160, quando un tale Urbetello donava al monastero di San Felice quanto possedeva in villa braytesena et braytesenelle cum omni iure et honore; nel 1186 il vescovo Pistore rivendicava e otteneva la giurisdizione su di essa, togliendola ai benedettini. Anche nel 1205 un atto notarile ricordava un accordo con l'abate di San Felice circa le proprietà site in “Braytesenella, in curtivo Sancti Benedicti”.
Nel 1557 la chiesetta serviva 128 abitanti e aveva un suo cimitero, risalente almeno al sec. XV, quando un certo Gasparino, molinaio del molino di Bertesinella, ordinava, nel suo testamento del 1474, di esservi seppellito. Nel 1700 fu abbellita e barocchizzata dalla famiglia dei nobili Tornieri; in seguito la proprietà del complesso passò alla famiglia Fina. 
In età contemporanea Bertesinella, prima di essere un quartiere, era una frazione di Vicenza, facente capo a Bertesina dal punto di vista civile e religioso.
Fino agli anni cinquanta del Novecento "la strada si svolgeva tutta in aperta campagna con poche case sparse qua e là, più frequenti verso la fine, dove costituiscono il piccolo centro di Bertesinella.". Il nome stesso della strada della Paglia - la via che arriva al centro del quartiere - in quegli anni ricordava i "casoni", dalle pareti fatte di canne palustri cementate e rivestite di argilla e coperte di paglia, che un tempo costituivano le misere dimore dei contadini.
Nel corso di questi ultimi anni, invece, la zona si è ingrandita più di Bertesina stessa, rispetto alla quale ha assunto una fisionomia più moderna. 
Lo sviluppo del quartiere iniziò verso la fine degli anni cinquanta, quando 40 famiglie circa presero alloggio nelle case comunali all'estremità sud di strada della Paglia. Poi continuò a crescere, sviluppandosi lungo la strada “camisana” (Ca' Balbi), trovando il proprio centro nel 1959 con la creazione della parrocchia e la costruzione della nuova chiesa, delle scuole e di vari servizi.
Sotto l'aspetto ecclesiale la parrocchia di San Benedetto a Bertesinella fa parte della stessa unità pastorale di Bertesina e Settecà.

## Monumenti e luoghi d'interesse

### Oratorio di san Benedetto abate

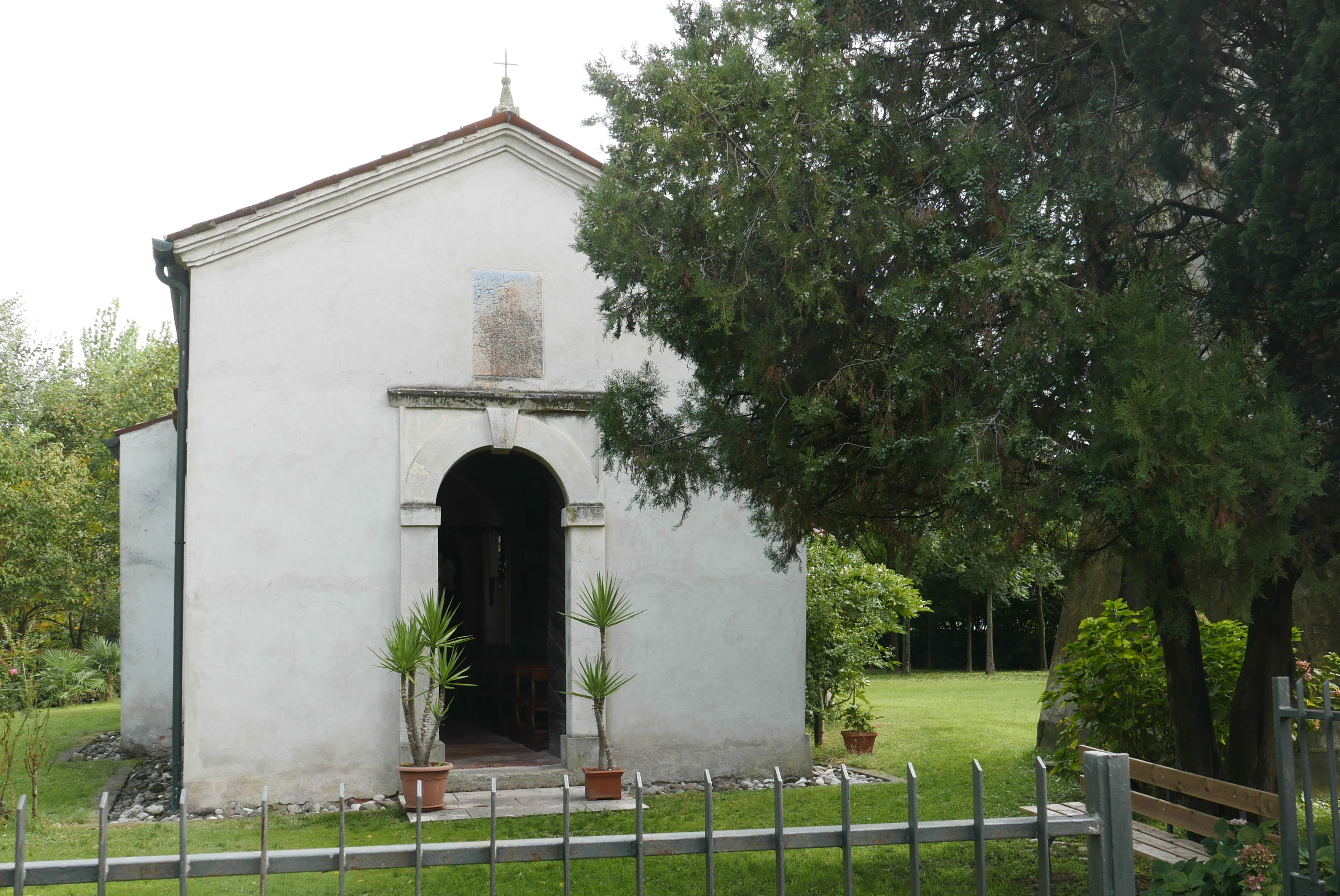
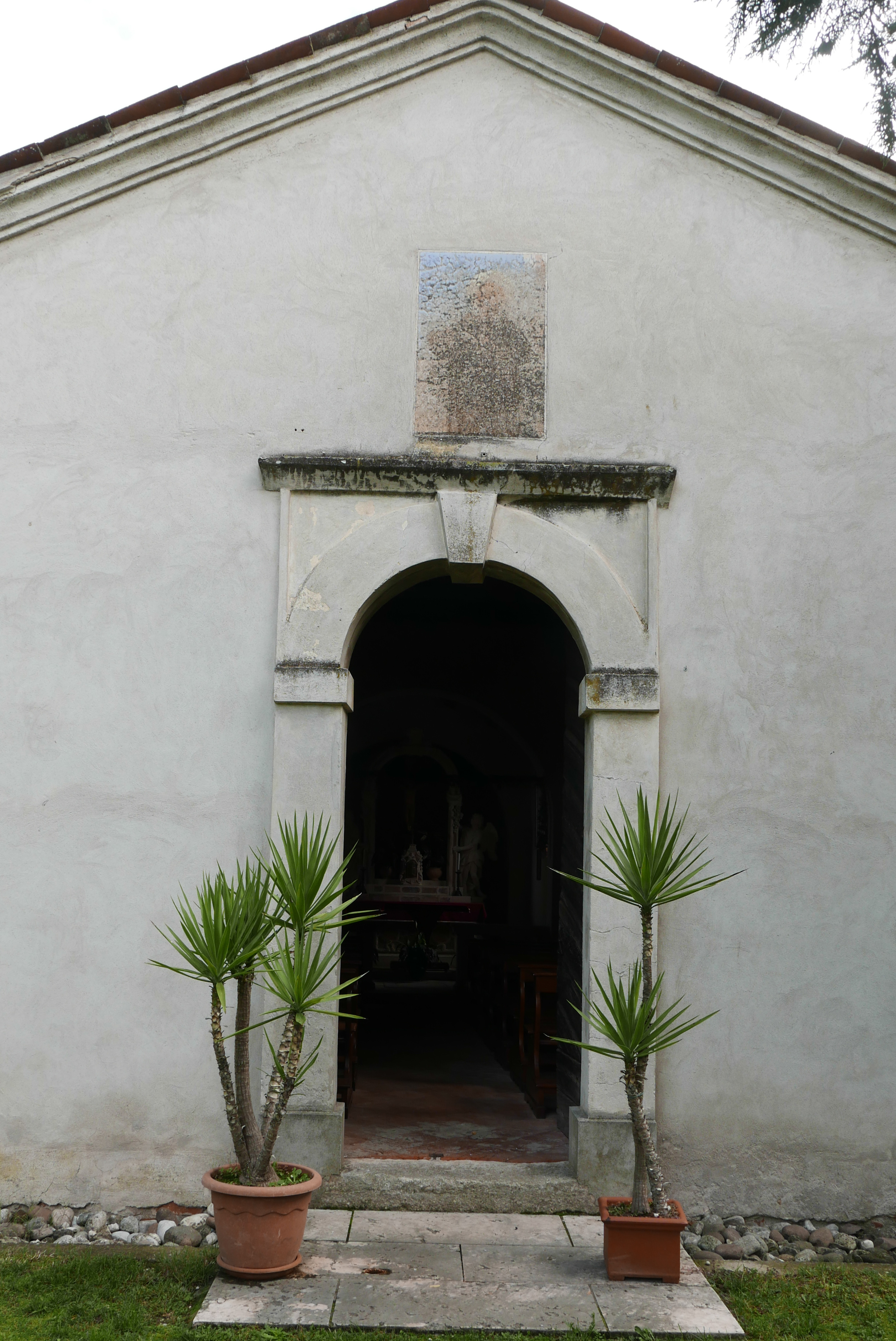
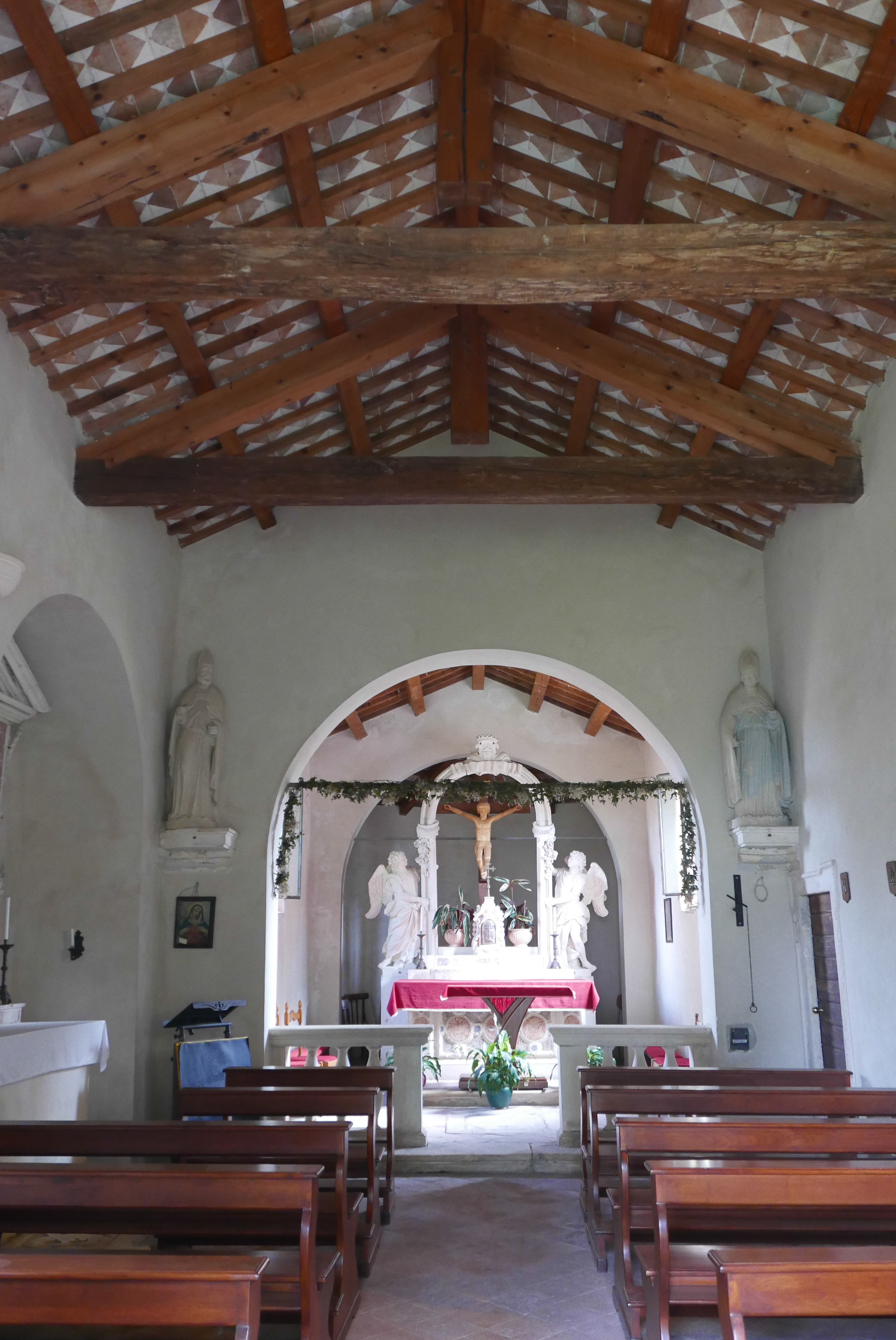
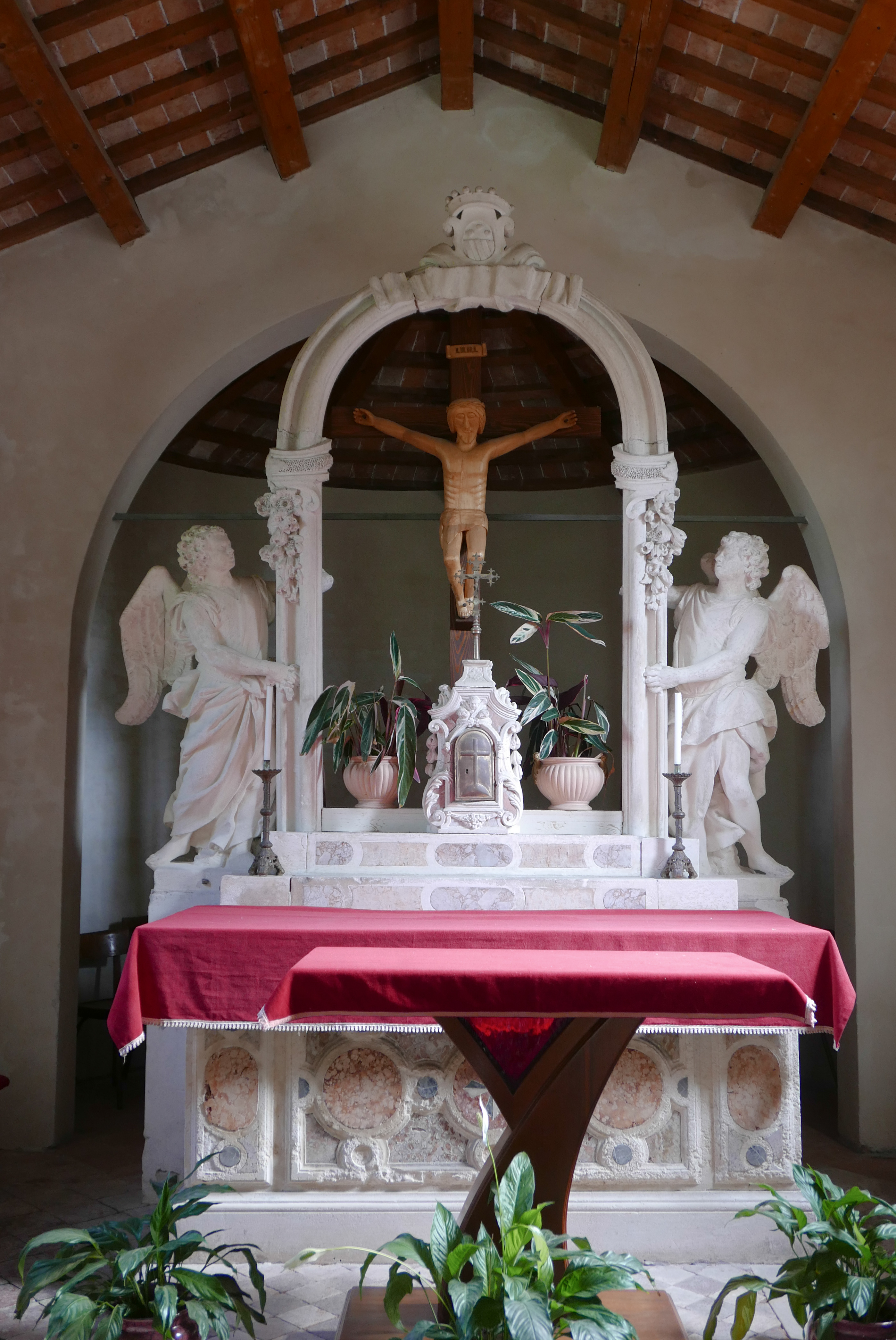
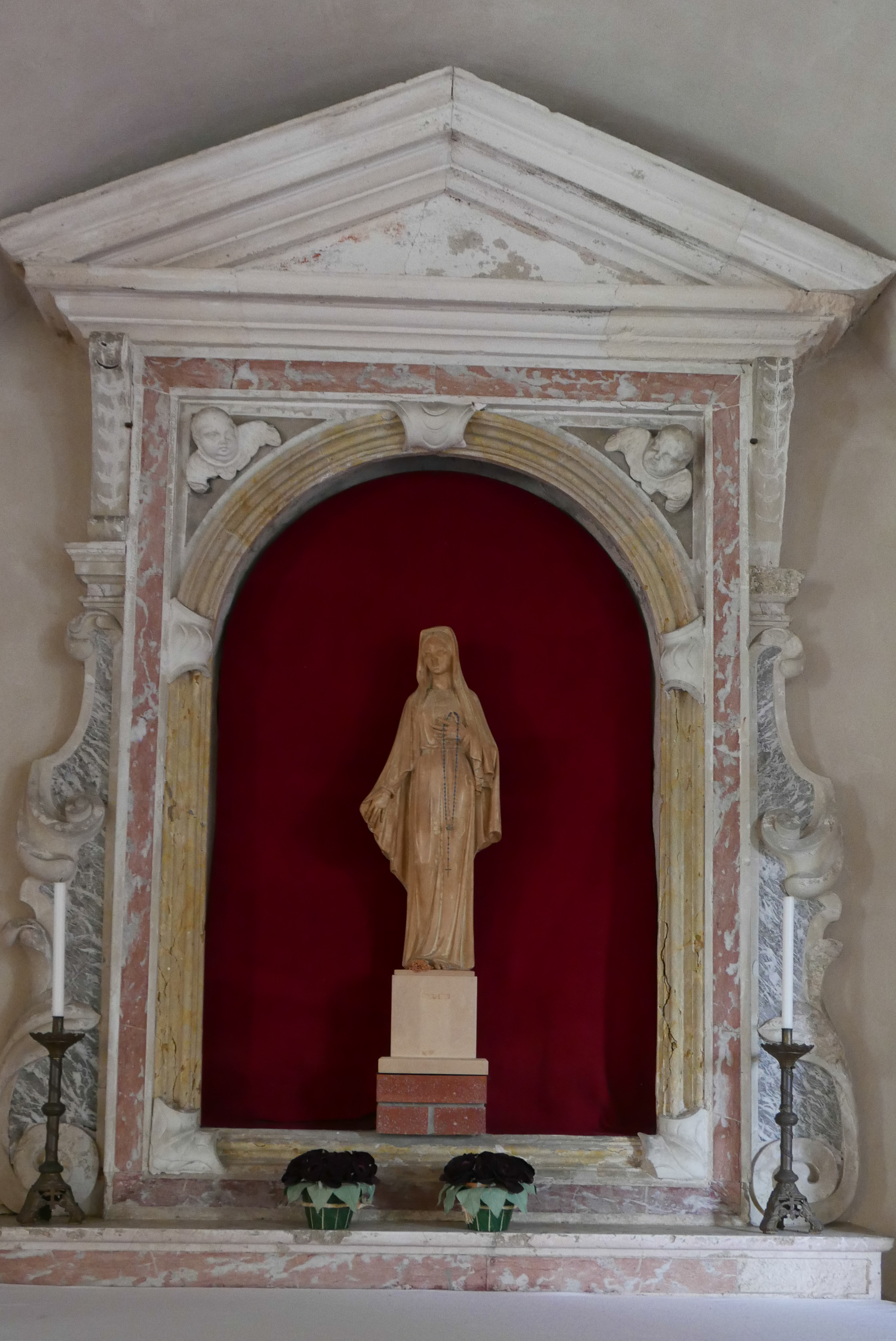

L'edificio conserva l'orientamento dell'altare rivolto a est, tipico delle chiese antiche. Nel corso del tempo è stato più volte rimaneggiato; gli ultimi due restauri sono del 1961 e del 1996, l'ultimo dei quali ha riportato alla luce l'abside semicircolare del XII secolo. Nel corso dei restauri sono andati perduti la pala d'altare e un affresco sulla parete destra, risalente al XV secolo, che raffigurava la Madonna col Bambino. La piccola sacrestia a destra è un'aggiunta dei primi decenni del secolo XIX.
L'altare in marmo policromo, sormontato dallo stemma nobiliare dei Tornieri, risale alla metà del 1700, quando questa famiglia ricevette il titolo comitale. Notevoli i due angeli (forse scuola del Marinali) e la cornice a festoni floreali.
Sembra certo che la parte più antica sia l'abside semicircolare, non perfettamente in asse con la navata. In età moderna fu aggiunto l'arco trionfale che separa il presbiterio dalla navata, nella quale sono presenti le statue di Sant'Ambrogio e di San Bellino, che si possono far risalire al secolo XVI.
All'esterno dell'oratorio un piccolo campanile di circa 15 metri risale anch'esso al secolo XVI.